# Jacobo Sanz Ovejero
Jacobo Sanz Ovejero (ur. 10 lutego 1983 roku w Valladolid) – hiszpański piłkarz, grający na pozycji bramkarza w CD Tenerife, do którego jest wypożyczony z PAOK FC. W przeszłości był także zawodnikiem Realu Valladolid, Palencii, Realu Jaén, Getafe CF, Numancii Soria i Asterasie Tripolis.